# جلال میرزایی
جلال میرزایی چهره سیاسی اصلاح طلب و نماینده سابق مردم ایلام، ایوان، سیروان، چرداول، هلیلان و مهران، در دهمین دوره مجلس شورای اسلامی و عضو کمسیون انرژی مجلس است. او عضو هیئت علمی دانشگاه شهید باهنر کرمان است.وی فارغ‌التحصیل دانشگاه تهران است.

## نماینده ایلام در مجلس دهم
در دهمین دوره انتخابات مجلس شورای اسلامی، جلال میرزایی، تنها نامزد لیست ائتلاف فراگیر اصلاح طلبان: گام دوم در ایلام بود و در در دور دوم توانست با ۶۲٬۲۳۱ رأی از مجموع ۱۶۵٬۲۸۹ رأی مأخوذه صحیح بعنوان نفر اول ایلام، وارد مجلس دهم شود.